# Goliath (Walibi Holland)
Goliath in Walibi Holland (Biddinghuizen, Provinz Flevoland, Niederlande) ist eine Stahlachterbahn vom Modell Mega Coaster des Herstellers Intamin, die am 29. März 2002 im damaligen Six Flags Holland eröffnet wurde.
Als Besonderheit bei dieser Bahn gilt vor allem der zweite Hügel, der 121° zur Seite geneigt ist. Dieser Hügel wird auch als Stengel-Dive bezeichnet.
Die ursprüngliche Farbe der Schienen (Grün) und Stützen (Violett) blich mit der Zeit stark aus. 2013 wurden die Schienen Blau und die Stützen Schwarz lackiert.

## Züge
Goliath besitzt zwei Züge mit jeweils acht Wagen. In jedem Wagen können vier Personen (zwei Reihen à zwei Personen) Platz nehmen. Als Rückhaltesystem kommen Sicherheitsgurte und Schoßbügel zum Einsatz.

## Fotos

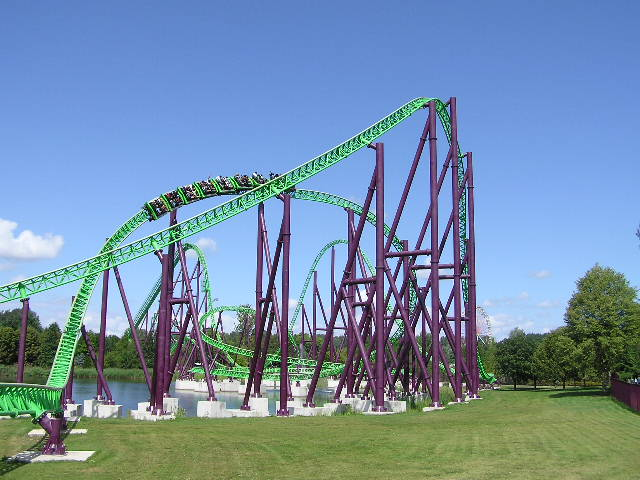
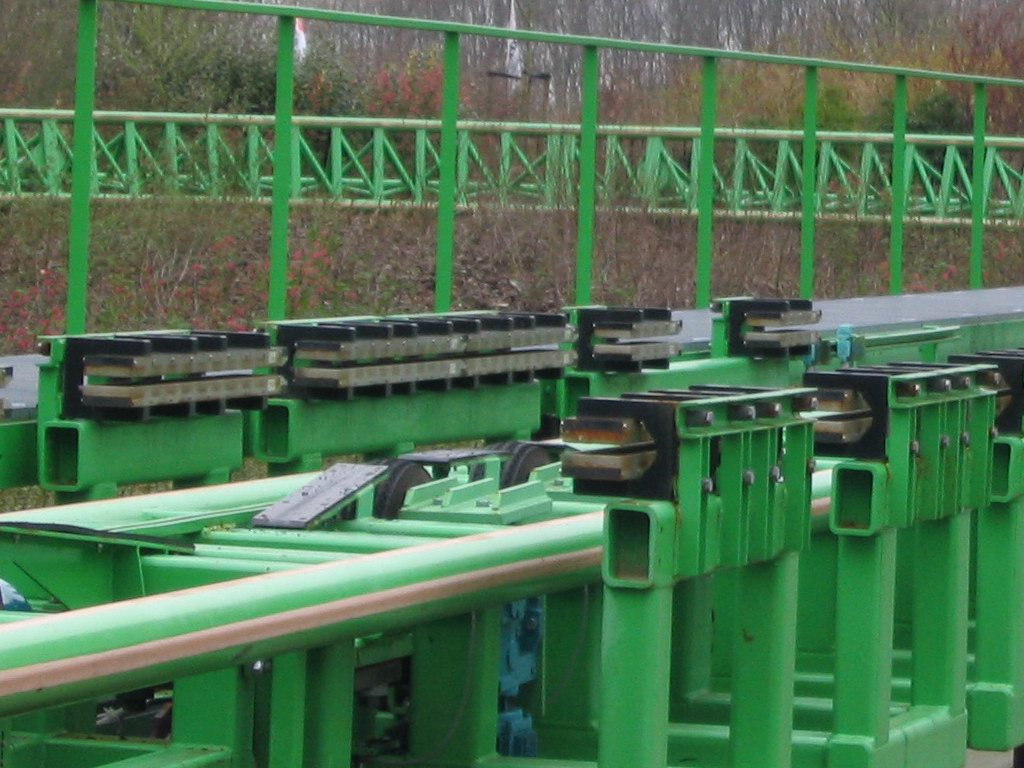
Bremsen von Goliath